# McKenney
Pour les articles homonymes, voir McKenney (homonymie).
McKenney est une municipalité américaine située dans le comté de Dinwiddie en Virginie.
Selon le recensement de 2010, McKenney compte 483 habitants. La municipalité s'étend sur 0,93 mille carré (2,41 km2).
La localité est fondée vers 1900 sur le tracé du Seaboard Air Line Railroad, au sud de Dinwiddie Court House. Elle devient le centre industriel et commercial du comté.